# Clo-Clo Pheip
Claude ("Clo-Clo") Pheip is een stripfiguur uit de Vlaamse stripreeks De avonturen van Nero & Co, getekend door Marc Sleen. Clo-Clo is de zoon van Meneer en Madam Pheip. Hij werd geïntroduceerd in het 47e Neroverhaal, De Groene Gravin. Hij is geboren in het jaar 1975.

## Personage
Clo-Clo is enig kind in de Pheip-familie. Zijn exacte leeftijd is niet duidelijk, maar afgaande op zijn lengte is hij even oud als de andere kleuter in de stripreeks, Adhemar. Ondanks zijn jeugdige leeftijd heeft Clo-Clo net als zijn vader, Meneer Pheip, een grote hangsnor en is hij kalend. Net als zijn vader draagt Clo-Clo chique pakken. Zijn officiële naam is Claude, maar iedereen noemt hem Clo-Clo, wat mogelijk een verwijzing naar de bijnaam van de Franse zanger Claude François vormt.
Een opvallende karaktertrek van Clo-Clo is dat hij bij het minste of geringste huilt, iets wat hij gemeen heeft met Adhemar toen hij in de eerdere albums nog luiers droeg. Adhemar kan in zekere zin de voorloper van Clo-Clo genoemd worden: ze konden allebei praten vanaf de geboorte, rookten pijp in de wieg en huilden bijzonder luid om hun zin te krijgen. Het grote verschil tussen Clo-Clo en Adhemar is dat Adhemar veel intelligenter en volwassener is en Clo-Clo qua gedrag altijd kinds blijft. In veel albums zoals De Zesde Kabouter (1977), Mister Nobody (1977-1978) en De Zweefbonbons (1978-1979) blijkt Clo-Clo een dromer die over veel fantasie beschikt, terwijl Adhemar sceptischer is over bovennatuurlijke fenomenen zoals ufo's, kabouters en bonbons die je laten vliegen. Clo-Clo is ook snel bang waardoor hij meteen begint te huilen. In Nerorock (1989) springen zelfs zijn stembanden wanneer hij te hoog en te lang schreeuwt.
Een andere typische karaktertrek is Clo-Clo's zelfvertrouwen dat vaak naar het arrogante neigt. Vaak huilt of zeurt hij om zijn zin te krijgen. Hij irriteert vaak Nero met zijn lawaai of streken en wil zich vaak op Nero's schouders laten dragen. Ook kan hij geen geheim bewaren en vertelt geregeld dingen verder, zoals in De Gouden Patatten (1983).
Alhoewel hij niet zo geniaal is als Adhemar vertoont Clo-Clo toch tekenen van intelligentie en vroegrijpheid. In De Paardekop (1976) wil hij pater worden. Hij is zelfs een jaar naar de universiteit geweest, maar zakte. Verder kan Clo-Clo letterlijk tegen de muren oplopen, zoals te zien is in De Pierrewaaiers (1982) en in De Muurloper (1995). Clo-Clo liep ook twee keer van huis weg om naar Mantsjoerije te gaan, in respectievelijk De Bende van Lamu (1987) en De Muurloper (1995). In het album Daris doet het (1979) wordt Clo-Clo minister van Voorlichting, omdat hij zo hard kan huilen en schreeuwen. In Het Gouden Hart (1981) beleeft hij zijn eerste kalverliefde met een meisje, genaamd Leentje.
Hij heeft ook verschillende troeteldieren gehad, onder meer een walvis (De Blauwe Walvis (1976)), een olifantje (Hannibal (1977)) en een beer (Koeketiene (1984)). In Allemaal Beestjes (1981) werd hij zelf in een chimpansee veranderd.
Clo-Clo verscheen tijdens de laatste helft van de jaren 70 en de eerste helft van de jaren 80 geregeld in de reeks, maar verdween toen geleidelijk aan weer meer naar de achtergrond. Pas in De Muurloper (1995) speelde hij nog eens een grote rol. Clo-Clo is samen met Agent Gaston een van de weinige vaste hoofdpersonages uit "Nero" die in de kleurenalbums zijn debuut maakte.

## Trilogie
Enkele albums plaatsen Clo-Clo centraal. Nadat Sleen met pensioen ging stelde zijn uitgever Standaard Uitgeverij een trilogie samen met drie van deze verhalen: de Clo-Clo Trilogie.

## Trivia
- Een favoriete uitspraak van Clo-Clo is "Dat zit wel snor", daarmee verwijzend naar zijn snor.
- In de oorspronkelijke zwart-witversie van het Kiekeboealbum De snor van Kiekeboe (1984) protesteerden in strook 87 verschillende bekende stripfiguren met snorren aan Kiekeboes deur. Ook Clo-Clo bevond zich toen tussen de menige. In de kleurenversie is hij samen met enkele anderen van deze figuren verwijderd.

## Referentie en voetnoten
1. ↑  De Zoon van Nero op stripspeciaalzaak.be. Gearchiveerd op 5 maart 2016. Geraadpleegd op 14 juni 2023.
2. ↑  In het album De V-Machine (1979) groeide Clo-Clo's snor zelfs en moest deze snor afgeknipt worden. In De Zesde Kabouter (1977) krijgt hij door het eten van mosterd een baard.
3. ↑  In De Groene Gravin (1975) sprak Clo-Clo net als zijn vader een Frans brabbeltaaltje. Als Meneer Pheip hem het woordje "papa" wil aanleren, antwoordt Clo-Clo bot: "Pas de ziever, hé peike!" ("Geen flauwekul, hé ventje"). Adhemar besluit Clo-Clo en Meneer Pheip Nederlands aan te leren, maar geeft het uiteindelijk op. Toch praat Clo-Clo later in het album en de rest van de reeks vloeiend en perfect Nederlands.